# Адамович, Вячеслав Антонович
Вячесла́в (Вацлав) Вячесла́вович Адамо́вич (известен также под псевдонимами А. Корецкий, А. Ильницкий, Дергачёв; бел. Вячаслаў Вячаслававіч Адамовіч; 1864, Виленская губерния — 1939?) — деятель белорусского национального движения, поэт и музыкант.

## Биография
Родился в семье военнослужащего русской армии. Окончил мужскую гимназию в Ковно, затем изучал гидро- и агрономию в Санкт-Петербургском университете. С 1912 года начал сотрудничать в журнале «Наша Нива».
После начала Первой мировой войны был призван в российскую армию, вскоре получил звание поручика. В конце 1917 года начал участвовать в деятельности белорусского национального движения. Вёл агитацию за независимость Белоруссии среди солдат 1-й минской дружины и студентов семинарии в Минске. Стал членом Общества деятелей искусств Белоруссии, пел в Белорусском народном хоре, писал статьи для многочисленных журналов в Белоруссии, специализируясь на написании «народных» песен.
В начале 1920 года преподавал на курсах для активистов Белорусской военной комиссии, а затем был инструктором и офицером вербовочной комиссии, действовавшей на территории Слуцкого и Бобруйского поветов, где руководил вербовкой добровольцев для партизанской Белорусской крестьянской партии «Зелёный дуб».
Весной 1920 года переехал в Гродно, где стоял во главе тайной антибольшевистской организации. После занятия города польской армией в самом начале октября того же года стал издавать газету «Беларускае слова» и тогда же возглавил местную организацию белорусской молодёжи. В ноябре отправился в Лунинец, где находилась штаб-квартира «Зелёного дуба». Оттуда вскоре переехал на Случчину, где сделал попытку создать белорусские вооружённые силы. Принял участие в неудачном Слуцком восстании, затем вернулся в Лунинец. Взяв подпольную кличку «Атаман Дергач», занялся организацией вооружённых нападений на приграничные районы Белоруссии, контролировавшиеся советскими войсками.
Осенью 1921 года был на короткое время интернирован поляками в лагере в Стржалкове. После освобождения снова отправился в Лунинец. В результате конфликта с белогвардейцами Бориса Савинкова получил ранение после перестрелки. В декабре поселился в Вильно, где стал одним из организаторов Белорусского конгресса.
В 1924 году написал книгу «Тыпы Палесся». Сотрудничал с газетой «Беларускае Слова»; был обвинён в тайном сотрудничестве с СССР.
В конце февраля 1926 года участвовал в белорусской конференции в Гданьске. Имел налаженные контакты с российскими монархистами.
В конце 1930-х годов был органистом в одной из церквей в Гданьске. После занятия в 1939 году Западной Белоруссии советскими войсками был арестован, дальнейшая судьба неизвестна.